# Jane Ellen Harrison
Jane Ellen Harrison (9. září 1850, Cottingham – 15. dubna 1928, Londýn) byla britská klasická badatelka. Ve svém oboru patřila k nejvlivnějším učencům přelomu 19. a 20. století, a patřila k prvním z nich, kteří založili studium řeckého náboženství na syntéze archeologických, antropologických, sociologických a psychologických poznatků. Její žáci, jako Gilbert Murray nebo Francis Cornford, tvořili školu takzvaných cambridgských ritualistů. Její dílo ale provázely také kontroverze a odmítnutí ze strany tradičně orientovaných badatelů, kteří odmítali její svérázný emocionální a mystický přístup k tématu.
Ve svém prvním díle Myths of the Odyssey in Art and Literature (1882) poprvé využila pro studium obřadů a slavností zdroj, z kterého následně čerpala i ve svých dalších pracích: výjevy na vázách. Ty měly podle ní stejnou studijní hodnotu jako písemně zaznamenané mýty. V této knize se také inspirovala dílem Primitive Culture (1871)  antropologa Edwarda Burnetta Tylora, a začala tak s hledáním analogií mezi mýty Řeků a „primitivů“, a archeologa Karla Otfrieda Müllera. V knize Introductory Studies in Greek Art (1885) chválila starořecké umění pro jeho harmonii a lidskost, a postavila ho do opozice k umění orientálnímu, které považovala za magické a obludné. Obdiv k „olympskému“ umění ji ale v opustil pod vlivem malíře Dugalda Sutherlanda MacColla, s kterým se spřátelila následujícího roku. Mythology and Monuments of Ancient Athens (1890), kniha, kterou napsala po návratu z Řecka, jí pak zajistila pevné místo mezi klasickými badateli své doby. 
Nejdůležitějším dílem J. E. Harrison je Prolegomena to the Study of Greek Religion (1903), v kterém rozdělila řecké náboženství na dvě vrstvy. Starší, „pelasgická“, vrstva je založena na zásadě do ut abeas (dávám, abys odešel) a má chtonický a matriarchální charakter, mladší, „olympská“ vrstva je založena na zásadě do ut des (dávám, abys dal) má nebeský a patriarchální charakter. V knize pak identifikovala řadu přežitků starších z těchto tradic. Převzala také hypotézu totemismu Williama Robertsona Smithe a domnívala se, že nejstarší řecká božstva měla theoriomorfní, především hadí, podobu. Sama za své nejvýznamnější dílo považovala Themis: A Study of the Social Origins of Greek Religion (1912).